# Parque del Castillo de Montesquiu
El Parque del Castillo de Montesquiu (en catalán, y de forma oficial, Parc del Castell de Montesquiu) es un espacio natural protegido español situado en la provincia de Barcelona, Cataluña. Forma parte de la Red de Parques Naturales gestionados por la Diputación de Barcelona.

## Geografía
El parque está situado a caballo entre las comarcas de Osona y el Ripollés, entre los términos municipales de Montesquiu, San Quirico de Besora, Santa María de Besora y Sora.
El parque tiene una superficie relativamente modesta, 547 hectáreas, situadas mayoritariamente en el término de Montesquiu. Su territorio se encuentra dividido en dos partes por el curso del río Ter, y es bastante más grande en la orilla izquierda, y más pequeño y con un relieve más suave en la derecha.
El paisaje del Parque del Castillo de Montesquiu se caracteriza por un relieve roto por las sucesivas alineaciones montañosas que, en un sentido este-oeste, configuran el sistema prepirenaico oriental. Fisonomía modelada por el río Ter, que atraviesa el parque longitudinalmente y lo divide en dos partes desiguales: la de la orilla izquierda, bastante más grande, y la de poniente, en la orilla derecha, más pequeña y con un relieve más suave.
Como es propio de toda esta zona, el paisaje se ha visto profundamente transformado por la huella del hombre, y en él se distinguen cuatro unidades biogeográficas principales: los bosques, los prados, los márgenes de las orillas y los cultivos.

## Historia
Lugar de paso entre las zonas montañosas del Ripollés y la Cerdaña y las llanuras de Osona, lo que hoy es parque, fue en su día, y desde épocas muy remotas, terreno para el asentamiento humano. Los testimonios arquitectónicos más antiguos se remontan a la Alta Edad Media. El castillo mismo, símbolo de las estructuras defensivas del territorio, la pequeña iglesia de Sant Moí (ejemplo de la implantación religiosa en los terrenos reconquistados), los restos del camino de Llaers, el puente de les Codines o las evidencias de las primitivas strada medievales constituyen los elementos más significativos de la edificación medieval en el parque.
El castillo, que junto con los de Besora y Saderra compone la estructura defensiva de este rodal, es un edificio escasamente documentado que hasta hoy en día ha atraído muy poco la atención de los investigadores. Su origen puede encontrarse en una pequeña construcción de planta rectangular, aún conservada en las estructuras actuales del castillo, que probablemente fue edificada entre los siglos X y XI.
En una etapa constructora posterior, quizá a finales del siglo XV, el castillo perdió su carácter militar y se convirtió en una residencia señorial; de entonces son la escalinata monumental y el patio central que caracteriza el espacio interior del edificio. En el siglo XVIII el castillo volvió a ser objeto de profundas remodelaciones, que incluyen la construcción de una pequeña capilla bajo la advocación de Santa Bárbara. Hacia el año 1920, y según los criterios historicistas del momento, el edificio se sometió a una restauración muy importante. En 1976 fue cedido por la familia Juncadella a la Diputación de Barcelona.

## Patrimonio construido

### El castillo de Montesquiu

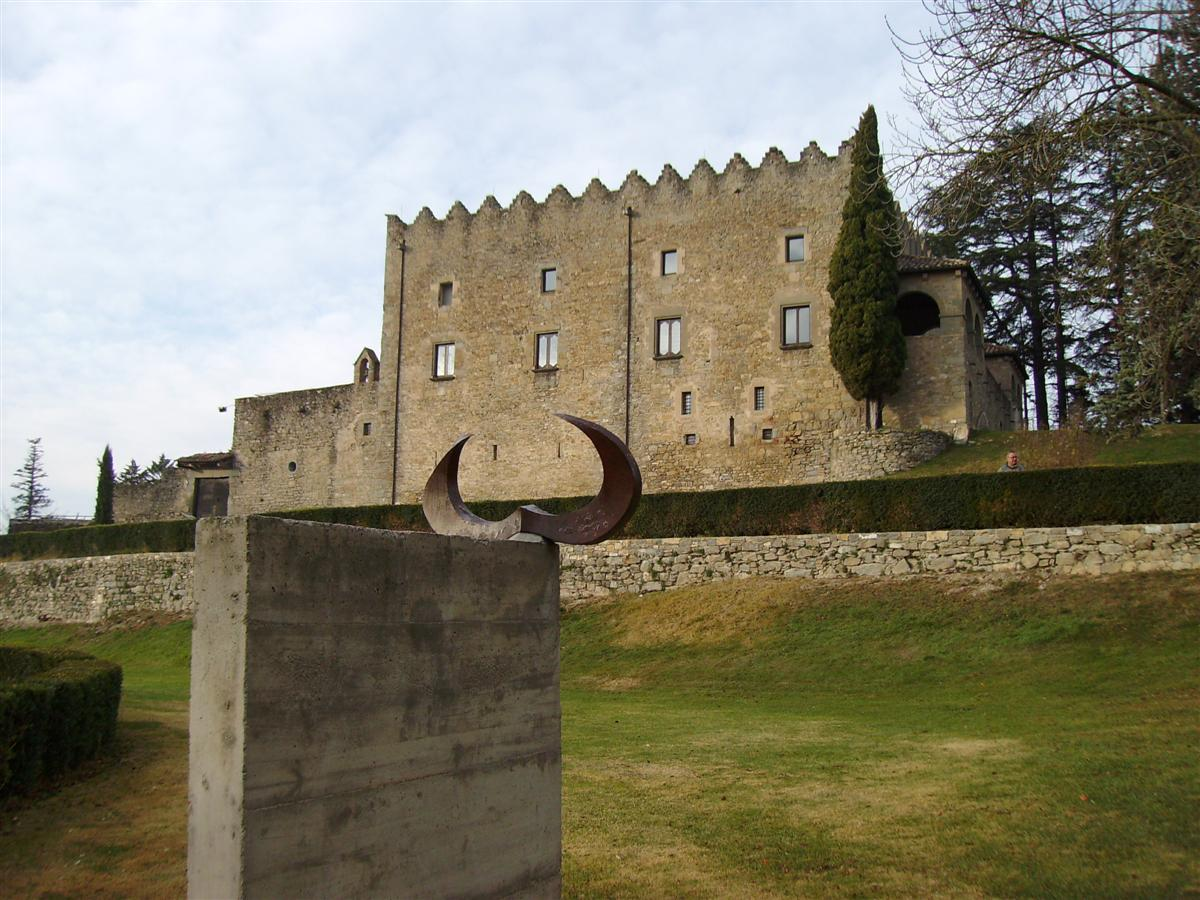
El castillo.

Se tiene constancia documental de su existencia desde el siglo XIII. Su origen parece poder encontrarse en una pequeña guardia o atalaya de planta rectangular que probablemente se construyó entre los siglos X y XI. Se encuentra vinculado al castillo de Besora, verdadero centro de poder del término durante la Baja Edad Media. En el siglo XVII, de manos de Lluís de Descatllar, el casal (castillo) sufre importantes modificaciones de ampliación, mejoras interiores y ampliación de la fachada N. A principios del siglo XX, es objeto de los principales retoques que le confieren la fisonomía actual. En el año 1976, su último propietario, Emili Juncadella, cedió a la Diputación de Barcelona el castillo y la finca. Actualmente el edificio se ha adaptado para ser visitado y para que en él puedan realizarse actividades pedagógicas, reuniones o seminarios.

### La ermita románica de Sant Moí
Esta ermita, también llamada Esglesiola de Sant Moí, se encuentra al lado de la masía que lleva el mismo nombre, en el término municipal de Santa María de Besora. (El acceso más corto es por la Farga de Bebié.) Se trata de una construcción prerrománica (o de un románico muy primitivo) probablemente edificada a finales del siglo X. Esta pequeña construcción se compone de una breve aula rectangular cubierta con una estructura de madera, y de un ábside de planta semicircular muy peraltada.

### El puente de les Codines
Este puente se encuentra a 2 km del pueblo de Montesquiu, en el PK 0,800 de la carretera BV-4655.

### Las masías
De las etapas históricas medievales no nos queda ningún ejemplo de arquitectura doméstica o agrícola. Aun así, ciertas masías como la de les Codines, les Planeses, la Casa Nova, Sant Moí, la Solana o, incluso, el cortijo del Castillo, pueden tener un origen medieval. Todas ellas fueron objeto de transformaciones muy importantes durante el siglo XVIII, o bien totalmente reconstruidas a lo largo del siglo pasado, como es el caso de la Casa Nova y la Solana. Cabe destacar el notable interés tipológico de las construcciones auxiliares, que en la comarca se llaman badius(soportales), caracterizados por el gran arco de medio punto que preside la fachada principal.

## Actividades económicas
Parte de la población que vive en el ámbito del parque trabaja en explotaciones agrarias de tipo familiar con pastos para el ganado. La caza se practica también por todo el Bisaura, especialmente la del jabalí.

## Hermanamientos
El 5 de noviembre de 1998, se firmó en Montesquiu el protocolo de hermanamiento entre el pueblo de Montesquieu de la Gersiore (Francia) y el Montesquiu catalán.
El 30 de abril de 2000, se selló en Montesquiu el compromiso de mantener los lazos permanentes entre ambos pueblos, unir los esfuerzos y contribuir a la paz, la prosperidad y la solidaridad universales.